# Palpita uedai
Palpita uedai is een vlinder uit de familie van de grasmotten (Crambidae), uit de onderfamilie van de Spilomelinae. De wetenschappelijke naam van deze soort is voor het eerst voorgesteld door Hiroshi Inoue in een publicatie uit 1997.
De spanwijdte bedraagt ongeveer 2 centimeter.
De soort komt voor in Indonesië (Sulawesi) en Australië (Queensland).